# Philippa Gregoryová
Philippa Gregoryová (* 9. ledna 1954) je anglická spisovatelka, autorka historických románů, která publikuje od roku 1987. Nejznámější z jejích děl je Králova přízeň (The Other Boleyn Girl, 2001), která v roce 2002 získala Cenu za romantický román roku od Asociace romantických romanopisců (RNA) a byla adaptována do dvou různých filmů.
Je držitelkou Řádu britského impéria a časopis AudioFile ji nazval „královnou britské historické fikce“.

## Dílo

### Historické romány

#### SérieSpravedlivá míle(Fairmile)
| název      | rok  | česky                | nakladatelství | rok  | překlad        | počátek děje | hlavní postavy |
| ---------- | ---- | -------------------- | -------------- | ---- | -------------- | ------------ | -------------- |
| Tidelands  | 2019 | V nejistých vodách   | Baronet        | 2020 | Dana Chodilová | 1648         |                |
| Dark Tides | 2020 | Ve zrádných proudech | Baronet        | 2021 | Dana Chodilová | 1670         |                |
| Dawnlands  | 2022 |                      | česky nevyšlo  |      |                | 1685         |                |

#### Romány oPlantagenetechaTudorovcích(The Plantagenet and Tudor Novels)
Dříve byly oddělené jako série Tudor Court a Cousins' War, od srpna 2016 Gregoryová uvádí tyto romány jako jednu sérii, The Plantagenet a Tudor Novels.

##### SérieVálka růží(Cousins' War)
| název                    | rok  | česky                       | nakladatelství | rok  | překlad            | počátek děje | hlavní postavy                          |
| ------------------------ | ---- | --------------------------- | -------------- | ---- | ------------------ | ------------ | --------------------------------------- |
| The Lady of the Rivers   | 2008 | Vévodkyně lucemburská       | Alpress        | 2012 | Jana Vlčková       | 1430         | Jacquetta Lucemburská                   |
| The White Queen          | 2009 | Bílá královna               | Alpress        | 2010 | Jitka Fabiánová    | 1464         | Alžběta Woodvillová                     |
| The Red Queen            | 2010 | Červená královna            | Alpress        | 2011 | Blažena Kukulišová | 1453         | Markéta Beaufortová                     |
| The Kingmaker's Daughter | 2012 | Jen jedna bude královnou    | Alpress        | 2014 | Jana Vlčková       | 1465         | Anna Nevillová se svou sestrou Isabelou |
| The White Princess       | 2013 | Bílá růže - Alžběta z Yorku | Alpress        | 2017 | Jana Vlčková       | 1485         | Alžběta z Yorku                         |

##### SérieTudorovci(Tudor Court)
| název                       | rok  | česky                                                          | nakladatelství | rok  | překlad              | počátek děje | hlavní postavy                                                              |
| --------------------------- | ---- | -------------------------------------------------------------- | -------------- | ---- | -------------------- | ------------ | --------------------------------------------------------------------------- |
| The Constant Princess       | 2005 | Královský slib                                                 | Alpress        | 2007 | Michaela Trubačíková | 1495         | Kateřina Aragonská                                                          |
| The King's Curse            | 2014 |                                                                | česky nevyšlo  |      |                      | 1499         | Markéta Pole                                                                |
| Three Sisters, Three Queens | 2016 | Tři královny                                                   | Alpress        | 2019 | Jana Vlčková         | 1501         | Markéta Tudorovna s Marií Tudorovnou a Kateřinou Aragonskou                 |
| The Other Boleyn Girl       | 2001 | Králova přízeň                                                 | Alpress        | 2006 | Blažena Kukulišová   | 1521         | Marie a Anna Boleynová                                                      |
| The Boleyn Inheritance      | 2006 | Královský rozmar                                               | Alpress        | 2008 | Blažena Kukulišová   | 1539         | Jana Boleynová, Anne of Cleves a Katherine Howard                           |
| The Taming of the Queen     | 2015 | Zkrocená královna : Život plný strachu po boku Jindřicha VIII. | Alpress        | 2017 | Jana Vlčková         | 1543         | Kateřina Parrová                                                            |
| The Queen's Fool            | 2003 | Královnin šašek                                                | Alpress        | 2005 | Blažena Kukulišová   | 1548         | Mladá židovská dívka sloužící na dvorech Edwarda VI., Marie I. a Alžběty I. |
| The Virgin's Lover          | 2004 | Královnin vězeň                                                | Alpress        | 2008 | Jana Vlčková         | 1558         | Jane, Kateřina Greyová a Marie Greyová                                      |
| The Last Tudor              | 2017 | Poslední z Tudorovců                                           | Alpress        | 2020 | Jana Vlčková         | 1550         | Alžběta I., Robert Dudley a Amy Robsart                                     |
| The Other Queen             | 2008 | Královská hrdost                                               | Alpress        | 2009 | Blažena Kukulišová   | 1568         | Marie Stuartovna, Jiří Talbot a Bess z Hardwicku                            |

#### SérieŘád temnot(The Order of Darkness)
| název         | rok  | česky             | nakladatelství | rok  | překlad        | počátek děje | hlavní postavy |
| ------------- | ---- | ----------------- | -------------- | ---- | -------------- | ------------ | -------------- |
| Changeling    | 2012 | Kacíř a čarodějka | Fortuna Libri  | 2012 | Jana Pacnerová | 1460         |                |
| Stormbringers | 2013 | Smrtící vlna      | Fortuna Libri  | 2013 | Jana Pacnerová | 1460         |                |
| Fools' Gold   | 2014 |                   | česky nevyšlo  |      |                | 1460         |                |
| Dark Tracks   | 2018 |                   | česky nevyšlo  |      |                | 1461         |                |

#### SérieTradescant
| název        | rok  | česky | nakladatelství | rok | překlad | počátek děje | hlavní postavy |
| ------------ | ---- | ----- | -------------- | --- | ------- | ------------ | -------------- |
| Earthly Joys | 1998 |       | česky nevyšlo  |     |         | 1603         |                |
| Virgin Earth | 1999 |       | česky nevyšlo  |     |         | 1638         |                |

#### TrilogieWideacre
| název              | rok  | česky | nakladatelství | rok | překlad | počátek děje | hlavní postavy |
| ------------------ | ---- | ----- | -------------- | --- | ------- | ------------ | -------------- |
| Wideacre           | 1987 |       | česky nevyšlo  |     |         | 1772         |                |
| The Favoured Child | 1989 |       | česky nevyšlo  |     |         | 1790         |                |
| Meridon            | 1990 |       | česky nevyšlo  |     |         | 1805         |                |

#### Ostatní
| název               | rok  | česky | nakladatelství | rok | překlad | počátek děje | hlavní postavy                                                                                                |
| ------------------- | ---- | ----- | -------------- | --- | ------- | ------------ | --- |
| The Wise Woman      | 1992 |       | česky nevyšlo  |     |         | 1535         | Mladá dívka vyhnaná z kláštera do skutečného světa během reformace v době, kdy byla královnou Anna Boleynová. |
| Fallen Skies        | 1994 |       | česky nevyšlo  |     |         | 1920         | |
| A Respectable Trade | 1995 |       | česky nevyšlo  |     |         | 1787         | |

### Rományze současnosti
Následující romány nebyly vydány v češtině.
| Název                                                            | Rok vydání | Počátek děje |
| ---------------------------------------------------------------- | ---------- | ------------ |
| Mrs. Hartley and the Growth Centre, or Alice Hartley's Happiness | 1992       | 1980         |
| Perfectly Correct                                                | 1996       | 1996         |
| The Little House                                                 | 1998       | 1997         |
| Zelda's Cut                                                      | 2000       | 2000         |

### Povídky
| název               | rok  | česky | nakladatelství | rok | překlad | počátek děje | hlavní postavy |
| ------------------- | ---- | ----- | -------------- | --- | ------- | ------------ | -------------- |
| Bread and Chocolate | 2000 |       | česky nevyšlo  |     |         | 2000         |                |

### Dětské obrázkové knížky

#### SérieThe Princess Rules
První tři díly byly vydány v sérii pod názvem Princess Florizella. Ta vyšla znovu souhrnně pod názvem The Princess Rules v roce 2019. Jednotlivé knížky nebyly vydány v češtině.
| Název                     | Rok vydání |
| ------------------------- | ---------- |
| Princess Florizella       | 1988       |
| Florizella and the Wolves | 1991       |
| Florizella and the Giant  | 1992       |
| It's a Prince Thing       | 2020       |
| The Mammoth Adventure     | 2021       |

#### Ostatní
| název                         | rok  | česky | nakladatelství | rok | překlad | počátek děje | hlavní postavy |
| ----------------------------- | ---- | ----- | -------------- | --- | ------- | ------------ | -------------- |
| Diggory and the Boa Conductor | 1996 |       | česky nevyšlo  |     |         |              |                |
| The Little Pet Dragon         | 1997 |       | česky nevyšlo  |     |         |              |                |
| A Pirate Story                | 1999 |       | česky nevyšlo  |     |         |              |                |